# Hans-Michael Wolffgang
Hans-Michael Wolffgang (* 9. Juli 1953 in Münster) ist ein deutscher Rechtswissenschaftler mit Schwerpunkt Öffentliches Recht im Nebenfachstudium, sowie Zoll- und Verbrauchsteuerrecht.

## Leben
Von 1973 bis 1979 studierte Hans-Michael Wolffgang Rechtswissenschaften an der Westfälischen Wilhelms-Universität in Münster. Er absolvierte 1981 ein Ergänzungsstudium an der Hochschule für Verwaltungswissenschaften Speyer, bevor er nach Münster zurückkehrte und von 1983 bis 1984 als wissenschaftlicher Mitarbeiter am Institut für Steuerrecht der Universität Münster arbeitete.
Wolffgang wurde in Münster im Jahr 1986 während seiner Tätigkeit als Justitiar des Kreises Steinfurt (1985 bis 1987) mit der Dissertation Interkommunales Zusammenwirken durch Einbeziehung kreisangehöriger Gemeinden in den Vollzug von Kreisaufgaben promoviert. 1987 trat er in die Bundesfinanzverwaltung ein, bevor er von 1988 bis 1994 als Dozent und Professor am münsterischen Fachbereich Finanzen der Fachhochschule des Bundes arbeitete. Zeitgleich war er wissenschaftlicher Mitarbeiter am Bundesfinanzhof (1992 bis 1994).
Im Jahr 1995 erhielt Wolffgang den Ruf als Universitätsprofessor der Westfälischen Wilhelms-Universität Münster mit der Lehrbefugnis für Öffentliches Recht im Nebenfachstudium, insbesondere für Wirtschaftswissenschaften. Wolffgang leitet die Abteilung II des Instituts für Steuerrecht mit der Spezialisierung auf Zoll- und Verbrauchsteuerrecht. Seit 2005 ist er wissenschaftlicher Leiter des Studiengangs Master of Customs Administration der Universität Münster. Er ist Mitglied im Vorstand des Zentrums für Außenwirtschaftsrecht (ZAR) an der Universität Münster und war von 2010 bis 2012 Dekan der Rechtswissenschaftlichen Fakultät der Universität Münster.
Seit seiner Studentenzeit ist Wolffgang Mitglied des katholischen Studentenvereins Markomannia im KV.
Wolffgang ist seit 2005 als Gründer, Geschäftsführer und Steuerberater in einer mittelgroßen Steuerberatungsgesellschaft und Rechtsberatungsgesellschaft tätig.

## Sonstige Tätigkeiten
- Richter am Finanzgericht Münster im Nebenamt (1998–2004)
- Schriftleiter der Zeitschrift "AW-Prax - Außenwirtschaftliche Praxis" des Bundesanzeiger Verlages in Köln
- Mitglied des Herausgeberbeirates der Ausbildungszeitschrift Ad legendum
- Mitglied des Vorstandes und des Wissenschaftlichen Beirates der Universitätsgesellschaft Münster e. V.
- Mitglied des Herausgeberbeirates des World Customs Journal

## Veröffentlichungen
- Peter Witte, Hans-Michael Wolffgang (Hrsg.): Lehrbuch des Zollrechts der Europäischen Union. 8. Auflage. nwb, Herne 2016, ISBN 978-3-482-43548-5.
- Hans-Michael Wolffgang, Kai-Uwe Kock, Richard Stüwe, Heiko Zimmermann: Öffentliches Recht und Europarecht: Staats- und Verfassungsrecht. Primärrecht der Europäischen Union. Allgemeines Verwaltungsrecht. Hrsg.: Hans-Michael Wolffgang. 5. Auflage. nwb, Herne 2010, ISBN 978-3-482-48345-5.